# کاگوشیما ۴۷۰۳
سیارک ۴۷۰۳ (به انگلیسی: 4703 Kagoshima، نامگذاری:1988BL) چهار هزار و هفتصد و سومین سیارک کشف شده‌است که در ۱۶ ژانویه ۱۹۸۸ کشف شد.
قدر مطلق سیارک برابر ۱۳٫۲۰ است.